# Axoclinus
Axoclinus es un género de pez blénido trescolas perteneciente a la familia Tripterygiidae.

## Especies
- Axoclinus cocoensis (Bussing, 1991)[2]
- Axoclinus lucillae (Fowler, 1944)[3]
- Axoclinus multicinctus (Allen & Robertson, 1992)[4]
- Axoclinus nigricaudus (Allen & Robertson, 1991)[5]
- Axoclinus rubinoffi (Allen & Robertson, 1992)[6]
- Axoclinus storeyae (Brock, 1940)[7]